# Josiane Lowie
Josiane Lowie (1947) is een Belgische politica voor CD&V en  was burgemeester van Staden van eind 1992 tot en met 2012.

## Biografie
Lowie woont in deelgemeente Westrozebeke, waar ze tot haar vijfde leerjaar naar de vrije basisschool ging. Ze volgde een vijfde, zesde en zevende leerjaar aan het Bisschoppelijk Lyceum in Ieper, waar ze daarna ook Latijn-Grieks volgde. Ze studeerde daarna licentiaat pedagogische wetenschappen aan de KU Leuven. Ze werkte tot 2001 als pedagogisch consulente voor het CLB van Izegem.
Ze ging in de gemeente politiek en is gemeenteraadslid sinds 1971. In 1977 werd ze schepen in Staden en sinds 24 december 1992 was ze er burgemeester tot 2012.
In 2012 wilde ze haar ambt na de verkiezingen overdragen aan een partijgenoot. Daartoe kreeg ze echter niet de kans want CD&V werd buitenspel gezet door de andere drie opgekomen partijen (NVA, Open VLd en sp.a) die samen een nipte meerderheid van 11 op 21 zetels veroverden. Daarmee kwam abrupt een einde aan decennialang christendemocratisch beleid.